# Keizō Inoue
Keizō Inoue, auch Keizou Inoue, (jap. 井上 敬三, eigentlich 井上 慶三, Inoue Keizō, * 3. November 1922 in der Präfektur Osaka; † 15. Januar 2002) war ein japanischer Jazz- und Improvisationsmusiker (Alt- und Sopransaxophon, Klarinette).

## Leben und Wirken
Keizō Inoue spielte in der Schulband Klarinette und war während des Zweiten Weltkriegs auch Mitglied der Militärkapelle Toyama. Nach Kriegsende trat er in amerikanischen Truppenkasinos in Hiroshima auf; ab 1945 war er auch Mitglied des Chugoku Hoso Orchester. Er studierte an der Universität Hiroshima und am Elizabeth-Musikkolleg. Nachdem er sich mit Free Jazz beschäftigt hatte, begann er sich ab 1974 als professioneller Musiker zu betätigen. 1975 legte er sein Debütalbum Intimate (Columbia) vor, das mit Kazumi Watanabe, Ryūichi Sakamoto, Shūichi Murakami und Akira Sakata entstanden war. 1977 nahm er mit Kaoru Abe und Tatsuya Nakamura ein Livealbum auf (Live at 八王子アローン, DIW).
In den 1970er-Jahren war Inoue zudem Mitglied der Improvisationsband  New Jazz Syndicate, mit der 1977 drei Alben entstanden. Nach einem Studienaufenthalt in den Vereinigten Staaten trat er auf internationalen Jazzfestivals (u. a. mit Kent Carter, Oliver Johnson und Takashi Kako); auf dem Moers festival gastierte er 1981 als Solist. Dabei entstanden auch Aufnahmen mit Paul Lovens und Günter Christmann (Keizo in Moers ’81, Trio Records).
Im Juni 1984 trat er mit dem East Asia Orchestra auf der Jazzbühne Berlin auf; im selben Jahr legte er das Album Boys, Be Ambitious! vor, an dem Ichiko Hashimoto, Tamio Kawabata, Kiyohiko Semba und Kazumi Watanabe mitgewirkt hatten. In den 1990ern spielte er u. a. noch mit Shoji Hano in der Poly Breath Percussion Band und (bei der Eröffnung des Panasonic Center in Tokio) mit der französischen Band Urban Sax In Russland trat er 1992 in Wladiwostok mit Butch Morris und Barre Phillips auf. 1993 improvisierte er mit Derek Bailey; 1996 tourte er in Deutschland, in Japan mit Lee Konitz.
Im Bereich des Jazz war er Discogs zufolge an 15 Aufnahmesessions beteiligt, zuletzt 1997 im Duo mit Schlagzeuger Shoji Hano (Still Create: Jazz Live at Kuku). Ryuichi Sakamoto interpretierte 1983 auf seinem Album Favorite Visions seine Komposition MWSIK Part 1; an Sakamotos Album Intimate (1999) ist Keizo Inoue auch als Interpret beteiligt.